# Long Beach (Califórnia)
Long Beach é uma cidade localizada no estado americano da Califórnia, no condado de Los Angeles. Foi incorporada em 13 de dezembro de 1897.
Com mais de 466 mil habitantes, de acordo com o censo nacional de 2020, é a sétima cidade mais populosa do estado e a 41ª mais populosa do país. É a segunda cidade mais populosa do condado de Los Angeles e faz parte da região metropolitana de Los Angeles, cuja população é superior a 13 milhões de pessoas.
O porto de Long Beach-Los Angeles é um dos mais movimentados do mundo.

## Geografia
De acordo com o Departamento do Censo dos Estados Unidos, a cidade tem uma área de 201,6 km², onde 131,3 km² estão cobertos por terra e 70,3 km² (34,9%) por água.

## Demografia
É considerada por muitos como a cidade mais multicultural do país, possuindo uma grande população hispânica, asiática e de afro-americanos.

### Censo 2020
De acordo com o censo nacional de 2020, a sua população é de 466 742 habitantes e sua densidade populacional é de 3 553,5 hab/km². Seu crescimento populacional na última década foi de 1,0%, bem abaixo do crescimento estadual de 6,1%. É a sétima cidade mais populosa do estado e a 42ª mais populosa do país.
Possui 179 530 residências que resulta em uma densidade de 1 366,8 residências/km² e um aumento de 2,0% em relação ao censo anterior. Deste total, 4,9% das unidades habitacionais estão desocupadas. A média de ocupação é de 2,7 pessoas por residência.

### Censo 2010
Segundo o censo nacional de 2010, a sua população era de 462 257 habitantes e sua densidade demográfica de 3 519,4 hab/km². Possuía 176 032 residências que resultava em uma densidade de 1 351,5 residências/km².

## Marcos históricos
O Registro Nacional de Lugares Históricos lista 19 marcos históricos em Long Beach, dos quais apenas um é Marco Histórico Nacional, o Los Cerritos Ranch House. O primeiro marco foi designado em 15 de abril de 1970 e o mais recente em 29 de março de 2019. O RMS QUEEN MARY é um dos marcos da cidade.

## Cidades irmãs
- Guadalajara, México
- Calcutá, Índia
- Manta, Equador
- Sóchi, Rússia
- Qingdao, China
- Valparaíso, Chile
- Yokkaichi, Japão
- Santos, Brasil